# 矢田長之助
矢田 長之助（やだ ちょうのすけ、明治4年9月20日（1871年11月2日） – 昭和15年（1940年）11月27日）は、日本の外交官。駐シャム（タイ）公使。

## 経歴
島根県簸川郡塩冶村（現在の出雲市）出身。1895年（明治28年）東京高等商業学校（現一橋大学）卒業。教員を経て、1899年（明治32年）に外交官及領事官試験に合格した。1900年（明治33年）より領事官補として天津、漢口に勤務した。その後、駐メキシコ公使館三等書記官、同二等書記官、バンクーバー領事、オタワ総領事、ニューヨーク総領事、ホノルル総領事を歴任した。1921年（大正10年）より駐シャム公使を務めた。
退官後は横浜市立横浜商業学校・横浜市立横浜商業専門学校校長事務取扱を務め、さらに財団法人暹羅協会（のち日本タイ協会）常務理事・理事長を務めた。正四位勲二等の叙勲がある。